# Studenecký potok (přítok Libockého potoka)
Studenecký potok je levostranný přítok Libockého potoka v Krušných horách v okrese Sokolov v Karlovarském kraji. Délka toku činí 5,6 km. Plocha povodí měří 8,878 km².

## Průběh toku
Celý tok potoka se nachází v přírodním parku Leopoldovy Hamry. Potok pramení v lesích u jihozápadního okraje přírodní rezervace V rašelinách zhruba 3,8 km západoseverozápadně od města Oloví v okrese Sokolov. Horní tok potoka teče východním směrem podmáčenými smrčinami podél hranice přírodní rezervace. Odtud pokračuje přibližně jižním směrem až k přírodní památce Studenec, kterou zavodňuje. Dále potok protéká hlubokým lesním údolím, místy lemovaným vypreparovanými skalkami na svahu Jeleního vrchu (720 m n. m.). To již potok teče přibližně jižním směrem až k místu zaniklé osady Skelná Huť, kde stávala stará sklárna: Zde se vlévá do Libockého potoka, zhruba 1 km před vodní nádrží Horka, která slouží jako zdroj pitné vody pro Sokolovsko.
Správu vodního toku vykonává státní podnik Lesy České republiky.